# Паленке
Пеленке (Palenque) е един от градовете на маите от преколумбовия период, важен културен, политически и религиозен център. Намира се в щата Чиапас, Мексико. По размери е по-малък от Тикал и Копан, но е един от най-впечатляващите. Достига разцвет през 7 век. След като маите го напускат, той запада и постепенно е погълнат от джунглата, но по-късно открит, изкопан, възстановен и днес е един от най-важните археологически обекти на Мексико. Надморската му височина е 150 метра. През 1981 година е обявен за защитена територия. ЮНЕСКО го включва в Списъка на световното и културно наследство през 1987 година.